# Oriol Almirón Ruiz
Oriol Almirón Ruiz (Òdena, 2000) és un polític català, diputal al Congrés dels Diputats des de setembre de 2024.
Es va graduar el 2022 en Ciències Polítiques i de l’Administració amb menció en polítiques públiques per la Universitat de Barcelona. El 2018 es va incorporar al PSC en la candidatura del seu municipi, Òdena Progrés. És membre de la Joventut Socialista de Catalunya, on exerceix de primer secretari de la JSC de l’Anoia.
A les eleccions municipals de 2019 fou escollit Regidor d'Òdena el més jove de la democràcia. Després de la moció de censura al govern municipal, Almirón va esdevenir regidor de govern de l'Àrea de Serveis Públics, Habitatge i Salut amb les competències delegades en matèria d’Habitatge, Salut i Consum, Serveis Municipals, Manteniment i Espais Públics, Transport Públic, Mon Rural, Pagesia i Camins, Obres i Inversions i Medi Ambient.
Des de les eleccions municipals de 2023 ha fet de portaveu municipal del seu partit a l'Ajuntament. Anà de número 18 per Barcelona a les Eleccions al Congrés de Diputats de 2023. El setembre de 2024, després dels canvis propiciats per l'entrada al Govern de la Generalitat de Catalunya del Partit Socialista, fou designat diputat al Congrés. És el primer diputat anoienc del PSC al Congrés de l'actual etapa democràtica.